# Vicki Lawrence
Vicki Lawrence (n. 26 martie 1949, Inglewood, California) este o actriță și o fostă cântăreață americană. Ea a jucat în serialele The Carol Burnett Show și Mama’s Family.

## Date biografice
Între anii 1965–1967 a cântat în formația muzicală The Young Americans. Din toamna anul 1967 a început să joace în serialul The Carol Burnett Show; în același an a început studiul dramaturgiei la University of California, Los Angeles. În aprilie 1973 cântecul ei The Night the Lights Went Out in Georgia a fost timp de două săptămâni pe primul loc în topul Billboard Hot 100. În același an câștigă distincția muzicală Discul de aur. Între anii 1972–1974 a fost căsătorită cu textierul ei Bob Russell. Cu cântecul He Did with Me a ocupat locul întâi în Australia. Din anul 1990 a jucat în serialul Mama’s Family. Vicki Lawrence s-a angajat în lupta contra consumului de stupefiante. Pentru angajamentul ei ca feministă a primit distincția Person of the Year (Persoana anului) în 1988. La scurt timp după aceea a devenit moderatoare pe o perioadă de 2 ani a emisiunii Win, Lose or Draw.

## Discografie

### Albume
- 1973: The Night the Lights Went Out in Georgia
- 1974: Ships in the Night
- 1979: Newborn Woman
- 1990: The Peter North Story

### Single
- 1969: And I’ll Go
- 1970: No, No
- 1973: The Night the Lights Went Out in Georgia
- 1973: He Did with Me
- 1974: Ships in the Night
- 1974: Mama's Gonna Make it All Better
- 1974: Old Home Movies
- 1975: The Other Woman
- 1976: There’s a Gun Still Smokin’ in Nashville
- 1976: The Other Man I've Been Slipping Around With
- 1977: Hollywood Seven
- 1979: Don’t Stop the Music
- 1979: Your Lies

## Seriale TV
- 1967–1978: The Carol Burnett Show
- 1983–1990: Mama’s Family
- 1993: Roseanne
- 1997: Duckman
- 1999: Ally McBeal
- 2006–2010: Hannah Montana